# Spitalkirche Hl. Geist (Aichach)

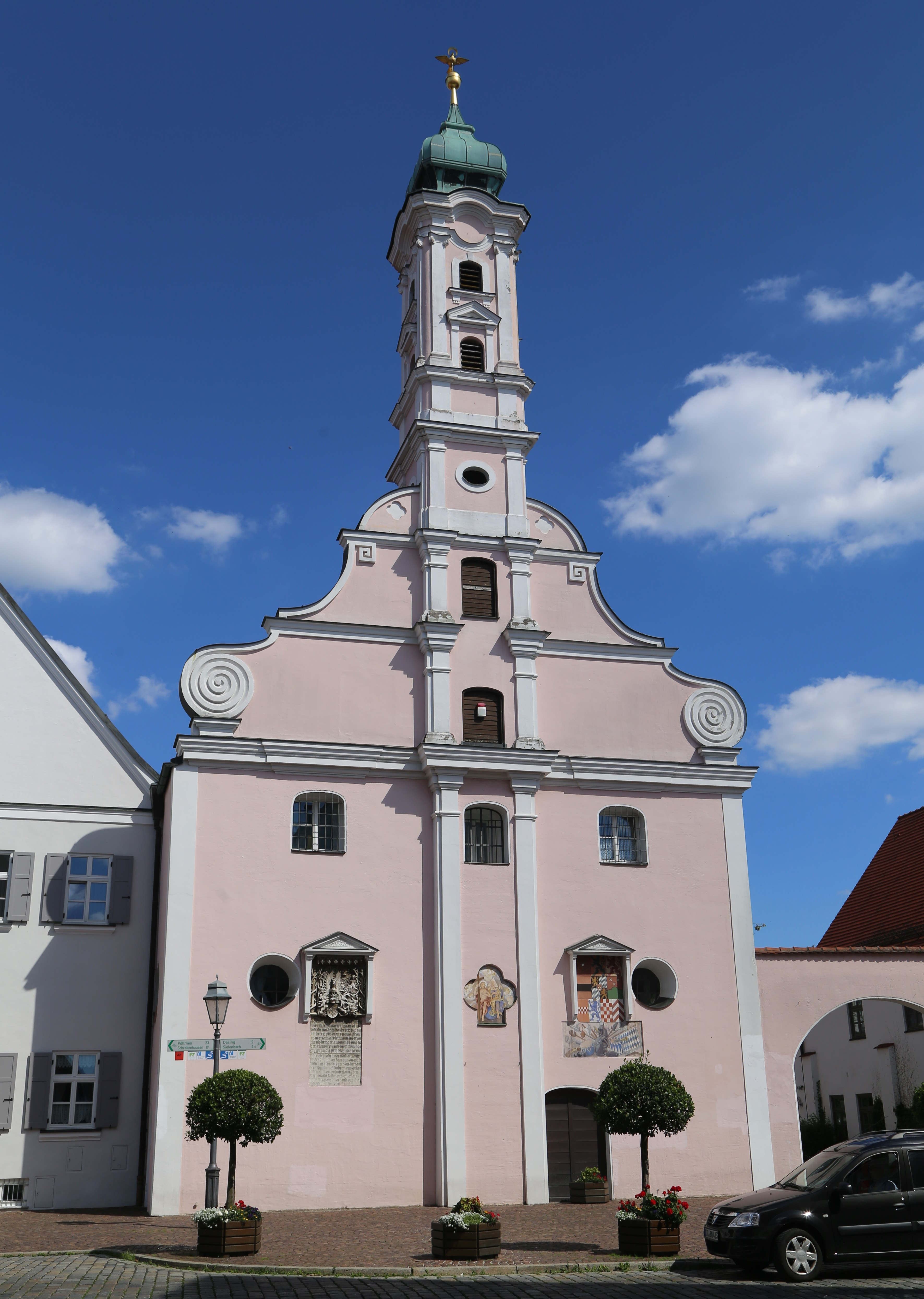
Spitalkirche Heiliger Geist in Aichach

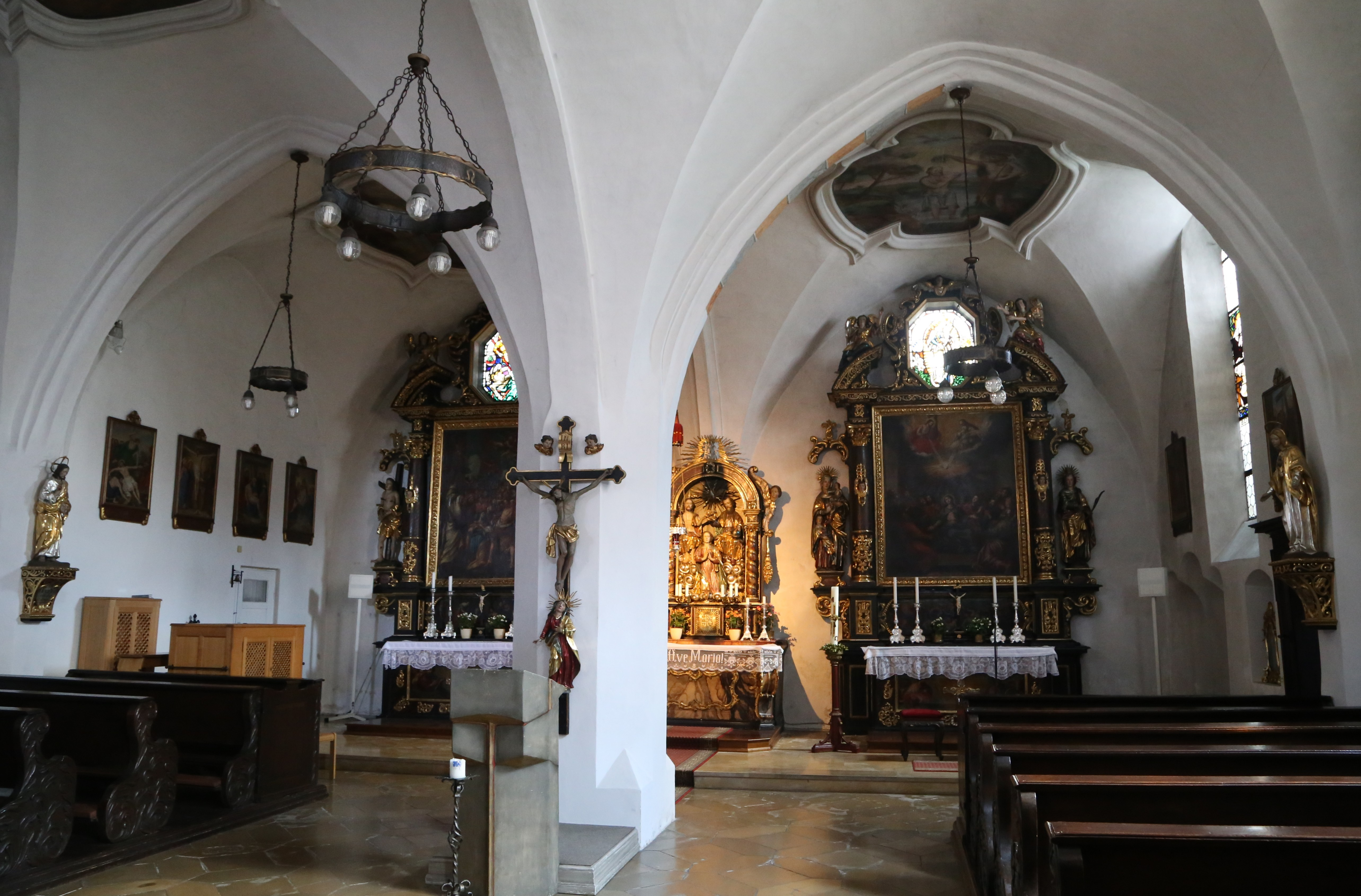
Innenraum

Die katholische Spitalkirche Heilig Geist ist ein Baudenkmal in Aichach.

## Geschichte
Das Heilig-Geist-Spital in Aichach wurde um 1354 gegründet und lag damals wahrscheinlich vor den Toren der Stadt. Vermutlich unter Herzog Ludwig den Gebarteten wurde es an die heutige Stelle verlegt. 1359 wurde eine Kapelle erwähnt. Der heutige Bau datiert vermutlich um 1420. Er wurde 1473 verändert. 1634 wurde die Kirche bei einem Brand teilweise zerstört und 1642/43 wiederhergestellt. 1734 wurde der Turm umgestaltet und 1789 nach Plänen von Jakob Schellhorn erhöht, und anstatt des Spitzhelms mit einer Zwiebelhaube bekrönt.
Restaurierungen am Sakralbau fanden 1906 (außen) und 1914/16 (innen) statt, bei letzterer wurden barocke Fresken freigelegt. Weitere Restaurierungen folgten in den Jahren 1937, 1950, 1966 und 1995/96.

## Baubeschreibung

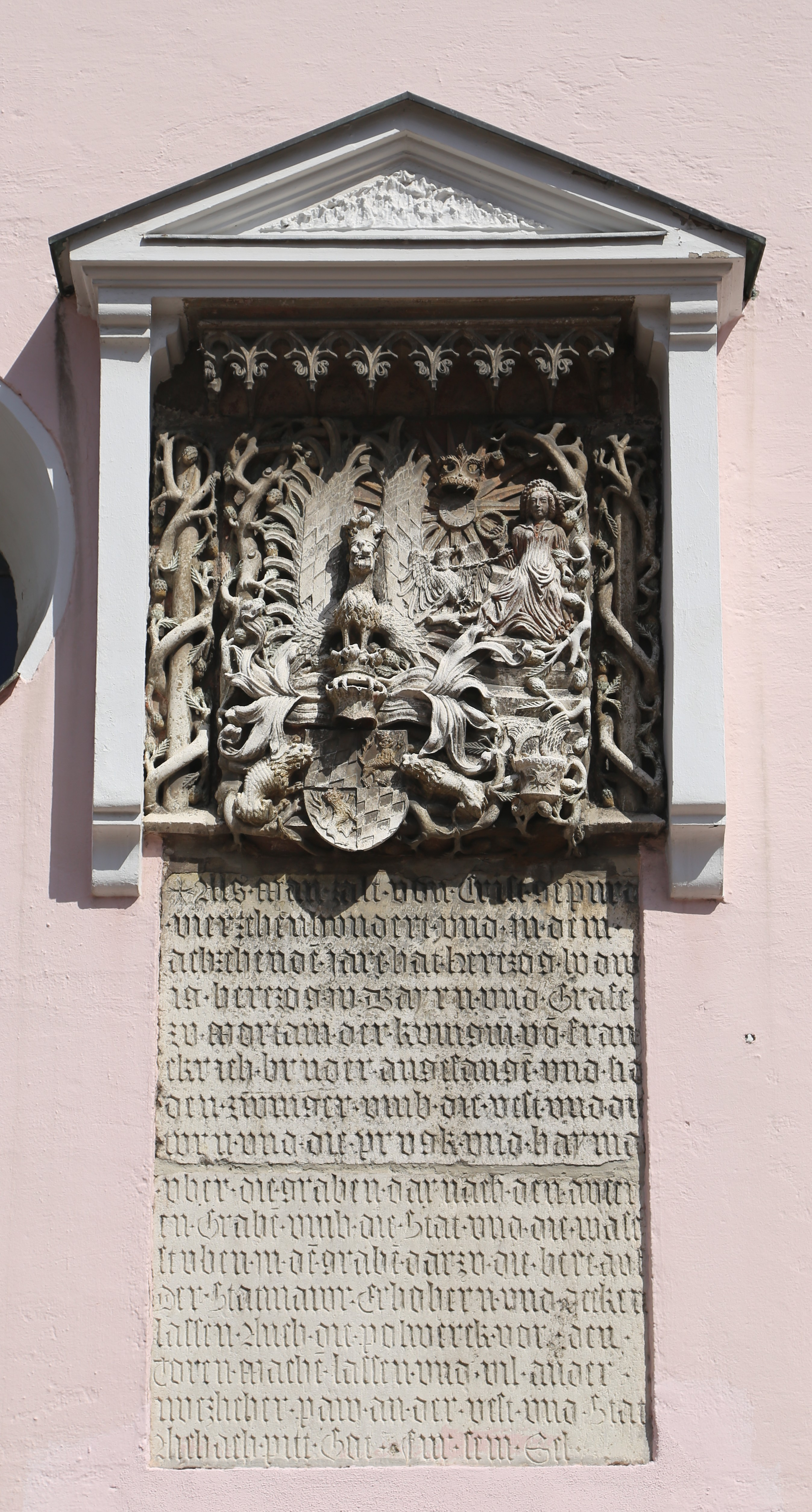
Wappenstein 1418

Die Spitalkirche ist eine zweischiffige Hallenkirche mit Kreuzgratgewölbe zu drei Jochen. Die Fassade mit Volutengiebel und dem schlanken, reich gegliederten Turm beherrscht den Aichacher Stadtplatz. An den östlichen Rundfenstern, die an den sonst üblichen Altarauszügen platziert sind, befinden sich Glasgemälde aus dem Jahre 1917 von Franz Xaver Zettler, die den hl. Georg im Kampf mit dem Drachen (links) und die Muttergottes im Strahlenkranz (rechts) darstellen.

### Wappenstein
An der Fassade ist ein Wappenstein für  Herzog Ludwig den Gebarteten von 1418 angebracht. Die Inschrifttafel enthält Angaben zur Stadtbefestigung. Ein ähnlicher Wappenstein findet sich unter anderem in St. Jakob in Friedberg.

## Ausstattung

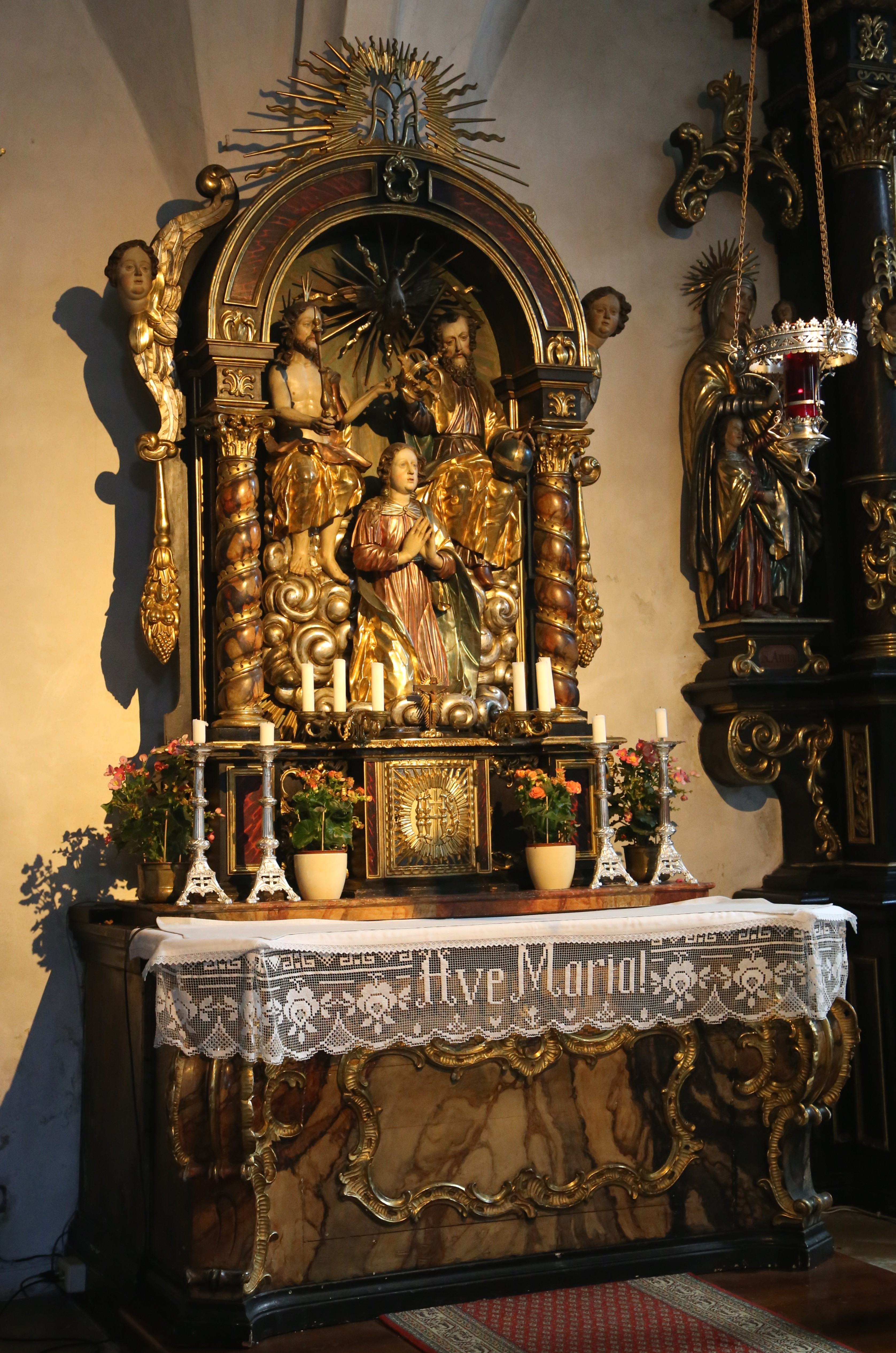
Der mittige Rokoko-Altar

Die Fresken aus dem Jahr 1789 stammen von Johann Georg Unglerth und zeigen im östlichen Teil die Verkündigung Mariens und die Taufe Christi, im westlichen Teil allegorische Darstellungen und an der Nordwand Herzog Ludwig den Gebarteten. An der Ostwand finden sich drei Altäre um 1680. Die Retabel der seitlichen Altäre zeigen links das Martyrium der heiligen Margaretha und rechts das Pfingstfest. Die Figuren an den Seiten stellen links den heiligen Sebastian und Wolfgang dar und rechts Anna selbdritt und Ursula. Der kleine Altar enthält eine Schnitzgruppe mit der Krönung Mariens. Die steinerne Kanzel ist um 1640 entstanden.